# Hello Games
Hello Games är en datorspelsutvecklare- och utgivare baserad i Guildford, England. De har skapat spel-serien Joe Danger och No Man's Sky. Företaget grundades 2009 av tidigare anställda på bland annat Criterion Games och Electronic Arts.
Racingspelet Joe Danger släpptes 2010 och fick en uppföljare, Joe Danger 2: The Movie, 2012. Företaget meddelade 2013 vid VGX award show att sci-fi äventyrsspelet No Man's Sky skulle ges ut.